# Helicopsyche alicae
Helicopsyche alicae là một loài Trichoptera trong họ Helicopsychidae. Chúng phân bố ở miền Australasia.